# Mycroft Holmes

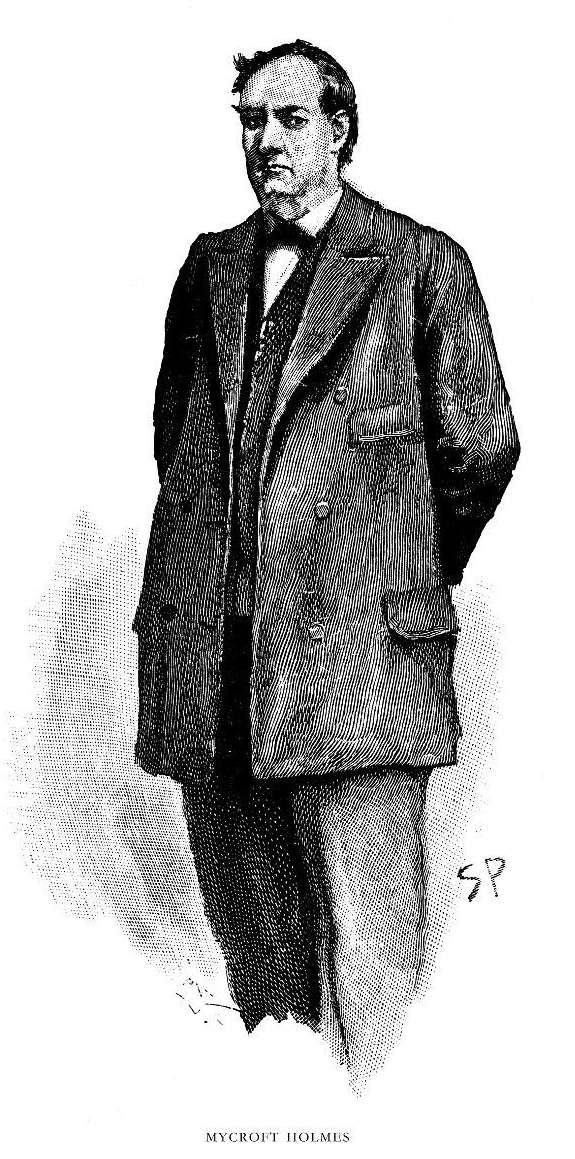
Mycroft Holmes. Illustration av Sidney Paget

Mycroft Holmes är en litterär figur som förekommer i berättelserna om Sherlock Holmes av sir Arthur Conan Doyle, där han är Sherlock Holmes sju år äldre bror.
Mycroft har en slutledningsförmåga som till och med är större än broderns, men han kan inte använda sin förmåga i praktiskt detektivarbete då han lever ett väldigt stillasittande och osocialt liv. Av Doyles berättelser framgår det att Mycroft Holmes arbetar åt brittiska regeringen, exakt vad han gör är dock oklart, men som någon sorts mänsklig dator:
| ”                                               | Alla de avgöranden som träffas på de olika departementen vidarebefordras till honom, och han är centralväxeln, en clearing, som kontrollerar att allting stämmer. Alla andra är specialister, men hans specialitet är allomfattande. | „ |
| – Ur novellen Bruce-Partingtons undervattensbåt | |   |

Den mesta av sin lediga tid tillbringar han på Diogenesklubben, en gentlemannaklubb för osociala, där i princip total tystnad är påbjuden i lokalerna. 

## Mycroft Holmes medverkan i Holmesberättelserna
Mycroft Holmes medverkar eller nämns i fyra av Holmesberättelserna av Doyle: Den grekiske tolken, Det sista problemet, Det tomma huset och Bruce-Partingtons undervattensbåt.

## Mycroft Holmes på film
Mycroft Holmes har figurerat som rollfigur i flera filmer. Bland annat porträtterades han av Stephen Fry i filmen Sherlock Holmes: A Game of Shadows från 2011.